# Stranger Things (песня Kygo)
«Stranger Things» — песня, записанная норвежским диджеем и продюсером Kygo при участии американской поп-рок-группы OneRepublic. Он был написан Kygo, Райаном Теддером и Кейси Смитом, тексты написаны Теддером, а продюсированием занимался Kygo. Он был выпущен 24 января 2018 года компаниями Sony и Ultra Music как второй сингл со второго студийного альбома Kygo Kids in Love (2017). Алан Уокер сделал ремикс на эту песню в феврале 2018 года.

## Критический приём
Кэт Бейн из Billboard назвала эту песню «эмоциональной поп-балладой» с «медленным, устойчивым построением». Дэвид Ришти из того же издания написал, что он «использует некоторые вибрации Брюса Спрингстина с игрой на гитарах, андеграундными рассказами и напористым голосом». Майк Васс из Idolator назвал эту песню «одной из самых гимновых» на альбоме.

## Клип
Сопровождающее музыкальное видео было снято Тимом Маттиа. В нем изображена история любви молодой пары, уставшей от своей работы в закусочной и конторе механика. Вставка с клипами, в которых они пьют пиво во дворах с цепями и покупают продукты. Позже они ворвались в особняк в Лос-Анджелесе, где целуются в нижнем белье. Женский партнер был в конечном счете пойман полицией.

## Участники записи
- Kygo — композиция, постановка
- Райан Теддер — композиция, слова
- Кейси Смит — композиция
- Алекс Спенсер — микс-инжиниринг
- Эрик Мадрид — микс-инжиниринг
- Серен фон Мальмборг — главный инженер

## Чарты
| Chart (2017-18)                            | Peak position |
| ------------------------------------------ | ------------- |
| Ирландия (IRMA)                            | 92            |
| Словакия (Rádio Top 100)                   | 73            |
| Швеция (Sverigetopplistan)                 | 56            |
| Швейцария (Schweizer Hitparade)            | 48            |
| США (Billboard Hot Dance/Electronic Songs) | 13            |

## Сертификаты
| Регион                                                                      | Сертификация | Продажи |
| --------------------------------------------------------------------------- | ------------ | ------- |
| Канада (Music Canada)                                                       | Золотой      | 40 000  |
| Данные о продажах + прослушиваниях приведены только на основе сертификации. |              |         |